# Conducte hialoide
El conducte hialoide també conegut com a conducte de Stilling o de Cloquet, està situat a l'ull. Travessa l'humor vitri des de la papil·la òptica fins al cristal·lí, és més estret al centre que en els extrems.
En el període fetal serveix per donar pas a l'artèria hialoide que irriga la zona pròxima al cristal·lí. L'artèria hialoide, desapareix al llarg del desenvolupament del fetus i en el moment del naixement només queda la seva primera branca que és l'artèria central de la retina.